# NGC 168
NGC 168 ist eine linsenförmige Galaxie vom Hubble-Typ S0/a? mit ausgedehnten Sternentstehungsgebieten im Sternbild Walfisch südlich des Himmelsäquators. Sie ist schätzungsweise 174 Millionen Lichtjahre von der Milchstraße entfernt und hat einen Durchmesser von etwa 60.000 Lichtjahren. Gemeinsam mit NGC 172 und NGC 177 bildet sie das (optische?) Galaxientrio KTS 4.
Im selben Himmelsareal befindet sich u. a. die Galaxie NGC 167.
Das Objekt wurde im Jahr 1886 von dem US-amerikanischen Astronomen Frank Muller entdeckt.